# Shot a Satellite
Shot a Satellite es una canción del duo del género electrónico Erasure publicada en su álbum The Neon en 2020.

## Descripción
Si bien no se la eligió como single tuvo su propio video con imágenes del arte de tapa del álbum y además presentó un remix hecho por Initial Talk.